# La Rogivue

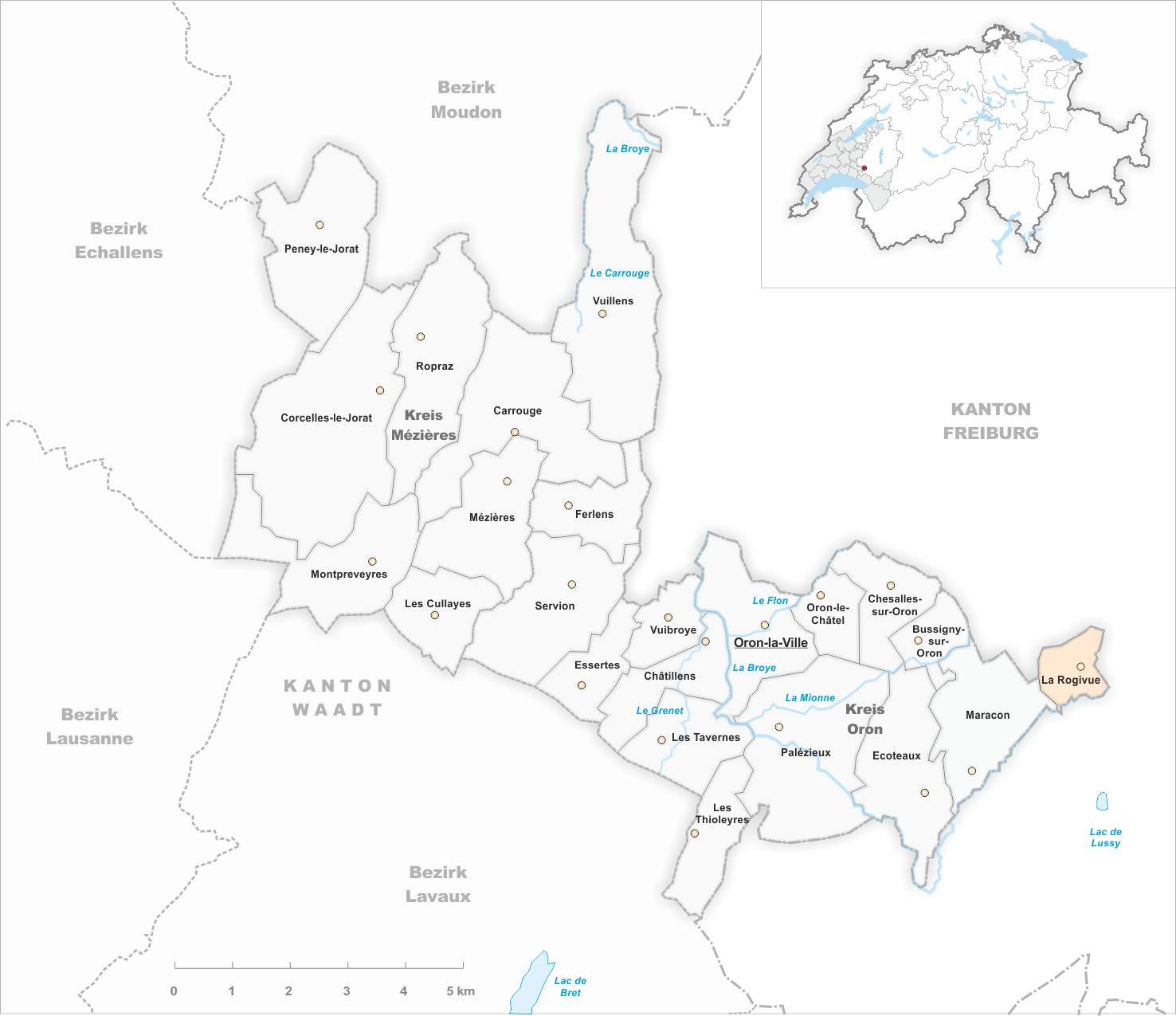
Gemeindestand vor der Fusion am 1. Januar 2003

La Rogivue ist eine Ortschaft und früher selbständige politische Gemeinde im Bezirk Lavaux-Oron des Kantons Waadt in der Schweiz. Am 1. Januar 2003 wurde La Rogivue nach Maracon eingemeindet.

## Geographie
La Rogivue liegt auf 838 m ü. M., vier Kilometer nördlich von Châtel-Saint-Denis (Luftlinie). Das kleine Bauerndorf erstreckt sich auf einer Anhöhe nördlich der Talniederung der Broye. Naturräumlich liegt La Rogivue im voralpinen Molassehügelland der östlichen Randzone des Waadtländer Mittellandes. Die ehemalige Gemeindefläche betrug rund 1,0 km². Das Gebiet, das auf drei Seiten vom Kanton Freiburg umgeben ist, erstreckt sich vom gewundenen Lauf der Broye nordwärts über die flache Talniederung und die Anhöhe von La Rogivue bis in das Sumpfgebiet Les Mosses. Diese Moorlandschaft wurde 1973 vom Kanton Waadt erworben und zu einem Naturschutzgebiet erklärt.

## Bevölkerung
Mit 86 Einwohnern (Ende 2000) gehörte La Rogivue vor der Fusion mit Maracon zu den kleinsten Gemeinden des Kantons Waadt. Besonders in den letzten Jahren wurde eine leichte Bevölkerungszunahme registriert (1997 erst 65 Einwohner).

## Wirtschaft
La Rogivue lebt noch heute hauptsächlich von der Landwirtschaft, insbesondere vom Ackerbau und von der Viehzucht. Im Gebiet von Les Mosses wurde bereits im 18. Jahrhundert und dann vor allem während der beiden Weltkriege Torf abgebaut.

## Verkehr
Das Dorf liegt an einer Verbindungsstrasse von Palézieux nach Semsales. Durch den Postautokurs, der von Oron-la-Ville nach Semsales verkehrt, ist La Rogivue an das Netz des öffentlichen Verkehrs angebunden.

## Geschichte
Die erste urkundliche Erwähnung des Ortes erfolgte 1278 unter dem Namen Rubea aqua (rotes Wasser). Im Mittelalter, als La Rogivue zusammen mit dem benachbarten La Rougève ein Gemeinwesen bildete, ist eine Adelsfamilie erwähnt, die den Namen des Dorfes führte. Um 1300 kam das Dorf an die Herrschaft Bossonnens.
Erst nach der Reformation kam es zur Trennung der Gemeinde. Der reformierte Gemeindeteil kam unter dem Namen La Rogivue an die bernische Landvogtei Oron, während der katholische Teil (La Rougève) dem Kanton Freiburg angehörte. Nach dem Zusammenbruch des Ancien Régime gehörte La Rogivue von 1798 bis 1803 während der Helvetik zum Kanton Léman, der anschliessend mit der Inkraftsetzung der Mediationsverfassung im Kanton Waadt aufging. 1798 wurde es dem Bezirk Oron zugeteilt. Am 1. Januar 2003 schloss sich La Rogivue im Rahmen einer Gemeindefusion der Nachbargemeinde Maracon an. Die früher ebenfalls selbständige Gemeinde La Rougève wurde bereits 1968 nach Semsales eingemeindet.